# منتخب الدنمارك لكأس ديفيز
منتخب الدنمارك لكأس ديفيز (بالدنماركية: Danmarks Davis Cup-hold)‏ هو ممثل الدنمارك الرسمي في كرة المضرب في كأس ديفيز.